# Carola Bartoschek
Carolina Philippine Bartoschek, auch Carola Bartoschek und Karola Bartoschek, verheiratete Karola Bieber (15. September 1864 in Wien als Carolina Philippina Bartošek – nach 1889) war eine österreichische Theaterschauspielerin.

## Leben
Schon als Schulmädchen betrat die Tochter eines Landwirts anlässlich einer Sonntag-Nachmittags-Kinderkomödie im Theater in der Josefstadt die Bühne. Die auf diese Art und Weise geweckte Theaterluft wurde nun von Jahr zu Jahr größer, bis sie im März 1880 in die Greysche Theaterschule als Elevin aufgenommen wurde, woselbst sie als „Kind des Glücks“ debütierte. Sie verblieb daselbst bis 1881.
Dann folgte ein Engagement ans Stadttheater nach St. Pölten und schon nach kurzem Wirken wurde sie für das Hoftheater Meiningen verpflichtet (Dezember 1881).
Im Dezember 1884 wurde sie Mitglied des Stadttheaters Hamburg.
Nachdem die Künstlerin im Frühjahr 1888 noch am königlichen Schauspielhause in Berlin gastiert hatte (sie wurde auf drei Jahre verpflichtet), verabschiedete sie sich im Mai 1889 in Hamburg und zog sich nach ihrer Heirat mit Konsul Frans Voguell Bieber (1848–1921) gänzlich ins Privatleben zurück.

## Belege
1. ↑  Standesamt Hamburg 02: Heiratsregister. Nr. 702/1889.
2. ↑  Taufbuch Wien St. Augustin, tom. XI, fol. 86. In: Matricula. Abgerufen am 3. Januar 2020.
3. ↑  Standesamt Hamburg 21: Sterberegister. Nr. 988/1921.

Dieser Artikel basiert auf einem gemeinfreien Text aus Ludwig Eisenbergs Großem biographischen Lexikon der deutschen Bühne im 19. Jahrhundert, Ausgabe von 1903.
| Personendaten    | Personendaten                                                                                      |
| ---------------- | -------------------------------------------------------------------------------------------------- |
| NAME             | Bartoschek, Carola                                                                                 |
| ALTERNATIVNAMEN  | Bartoschek, Carolina Philippine; Bartoschek, Karola; Bieber, Karola; Bartošek, Carolina Philippina |
| KURZBESCHREIBUNG | österreichische Theaterschauspielerin                                                              |
| GEBURTSDATUM     | 15. September 1864                                                                                 |
| GEBURTSORT       | Wien                                                                                               |
| STERBEDATUM      | nach 1889                                                                                          |